# Liste der Landschaftsschutzgebiete im Landkreis Cuxhaven
Die Liste der Landschaftsschutzgebiete im Landkreis Cuxhaven enthält die Landschaftsschutzgebiete des  Landkreises Cuxhaven in Niedersachsen.
| Bild | Nummer          | Bezeichnung des Gebietes                            | Fläche in Hektar | WDPA-ID | Koordinaten | Datum der Verordnung |
| ---- | --------------- | --------------------------------------------------- | ---------------- | ------- | ----------- | -------------------- |
|      | LSG CUX 00027   | Quellental, Fahlenberg und Silberberg               | 48,90            | 323722  | Position    | 1938                 |
|      | LSG CUX 00028   | Bremerscher Gutspark Cadenberge                     | 12,50            | 320082  | Position    | 1938                 |
|      | LSG CUX 00029   | Burganlage bei der Pulvermühle                      | 0,30             | 320191  | Position    | 1938                 |
|      | LSG CUX 00031   | Hollbecker- und Kiekerberg                          | 66,20            | 321726  | Position    | 1938                 |
|      | LSG CUX 00032   | Paschberg                                           | 2,00             | 323646  | Position    | 1943                 |
|      | LSG CUX 00033   | Westerseiter Hochmoor / Krodonswiesen               | 250,00           | 325822  | Position    | 1976                 |
|      | LSG CUX 00034   | Bullensee / Reckin-Berg / Knüllensmoor              | 324,00           | 320176  | Position    | 1976                 |
|      | LSG CUX 00035   | Pipinsburg und Umland                               | 637,00           | 323678  | Position    | 1982                 |
|      | LSG CUX 00036   | Heidegelände mit 10 Hügelgräbern                    | 5,00             | 321506  | Position    | 1937                 |
|      | LSG CUX 00038   | Hügelgräber in der Hotfeldheide und Schulreith      | 3,00             | 321816  | Position    | 1937                 |
|      | LSG CUX 00039   | Gehölz am Weißen Berg                               | 22,20            | 321023  | Position    | 1938                 |
|      | LSG CUX 00041   | Siebenbergensheide                                  | 1,00             | 324553  | Position    | 1938                 |
|      | LSG CUX 00042   | Dannenkamp                                          | 4,50             | 320276  | Position    | 1938                 |
|      | LSG CUX 00043   | Friedheimer See                                     | 5,00             | 320895  | Position    | 1938                 |
|      | LSG CUX 00044   | Monsilienburg                                       | 2,10             | 323029  | Position    | 1939                 |
|      | LSG CUX 00045   | Waldgebiete bei Bederkesa                           | 1431,50          | 325600  | Position    | 1939                 |
|      | LSG CUX 00046   | Gehölz bei Schiffdorf                               | 1,50             | 321024  | Position    | 1940                 |
|      | LSG CUX 00048   | Liethberg                                           | 1,00             | 322606  | Position    | 1952                 |
|      | LSG CUX 00049   | Wöhlkens Forst                                      | 4,60             | 325930  | Position    | 1954                 |
|      | LSG CUX 00050   | Amtswiesen                                          | 14,00            | 319630  | Position    | 1961                 |
|      | LSG CUX 00051   | Interessentenforst westlich Düring                  | 30,00            | 321960  | Position    | 1962                 |
|      | LSG CUX 00052   | Interessentenforst südöstlich Düring                | 11,50            | 321959  | Position    | 1962                 |
|      | LSG CUX 00053   | Häsebruch                                           | 35,00            | 321408  | Position    | 1962                 |
|      | LSG CUX 00054   | Hollener Heide                                      | 232,00           | 321729  | Position    | 1975                 |
|      | LSG CUX 00055   | Amtsgehölz                                          | 0,40             | 319628  | Position    | 1970                 |
|      | LSG CUX 00056   | Obere Geeste                                        | 581,00           | 323337  | Position    | 1971                 |
|      | LSG CUX 00057   | Osterndorfer Moor                                   | 727,00           | 323572  | Position    | 1973                 |
|      | LSG CUX 00058   | 33 alte Eichen in Wiemsdorf                         | 1,20             | 319416  | Position    | 1960                 |
|      | LSG CUX 00059   | Apeler See und Umland                               | 96,00            | 319649  | Position    | 1979                 |
|      | LSG CUX-S 00001 | Friedhof der St. Abunduskirche mit Baumbestand      | 0,30             | 320900  | Position    | 1922                 |
|      | LSG CUX-S 00002 | Friedhof der St. Gertrudenkirche mit Baumbestand    | 0,30             | 320901  | Position    | 1922                 |
|      | LSG CUX-S 00003 | Umgebung der Martinskirche mit Baumbestand          | 1,00             | 325281  | Position    | 1922                 |
|      | LSG CUX-S 00004 | Der Schloßpark von Ritzebüttel                      | 7,40             | 320324  | Position    | 1938                 |
|      | LSG CUX-S 00005 | Brockeswald                                         | 16,90            | 320097  | Position    | 1938                 |
|      | LSG CUX-S 00006 | Altenwalder Höhe mit Burg                           | 4,50             | 319537  | Position    | 1938                 |
|      | LSG CUX-S 00007 | Alte Schanze                                        | 1,50             | 319519  | Position    | 1940                 |
|      | LSG CUX-S 00008 | Fünf Berge                                          | 2,30             | 320932  | Position    | 1938                 |
|      | LSG CUX-S 00009 | Fort Kugelbake                                      | 4,70             | 320858  | Position    | 1991                 |
|      | LSG CUX-S 00010 | Spanger Berg                                        | 0,10             | 324711  | Position    | 1933                 |
|      | LSG CUX-S 00011 | Galgenberg                                          | 0,80             | 320946  | Position    | 1938                 |
|      | LSG CUX-S 00012 | Baum- und Strauchbestand im ehemaligen Fort Thomsen | 8,10             | 319813  | Position    | 1953                 |
|      | LSG CUX-S 00013 | Baumgruppe Nordostecke des Ritzebütteler Friedhofs  | 0,30             | 319830  | Position    | 1953                 |
|      | LSG CUX-S 00014 | Wernerwald                                          | 302,50           | 325775  | Position    | 1938                 |
|      | LSG CUX-S 00015 | Fuchsbusch                                          | 1,40             | 320913  | Position    | 1938                 |
|      | LSG CUX-S 00016 | Sahlenburger Wacholderheide                         | 8,50             | 324067  | Position    | 1998                 |
|      | LSG CUX-S 00018 | Hügelgräber bei Berensch                            | 0,60             | 321811  | Position    | 1938                 |
|      | LSG CUX-S 00020 | Waldstreifen zwischen Wernerwald und Küstenwald     | 2,30             | 325621  | Position    | 1960                 |
|      | LSG CUX-S 00021 | Küstenwald                                          | 7,40             | 325621  | Position    | 1960                 |
|      | LSG CUX-S 00022 | Küstenheide - Eichenkratt                           | 5,00             | 322376  | Position    | 1939                 |